# Список серий «Наруто: Ураганные хроники» (сезоны 1—4)
Здесь представлен список серий аниме-телесериала «Наруто: Ураганные хроники», их краткое содержание, даты выхода на родине, а также главы манги, по которым они сняты.

## Список серий

### Сезон 1: Спасение Кадзэкагэ (2007)
| # | №  | Заглавие                                                                                        | Экранизированные главы манги | Трансляция в Японии   |
| --- | -- | ----------------------------------------------------------------------------------------------- | ---------------------------- | --------------------- |
| 221 | 1  | Возвращение домой «Кикё:» (帰郷)                                                                | Флэшфорвард + 245            | 15 февраля 2007 года  |
| Флешфорвард:Во вступлении, которое показывает события 52 серии, показано разрушенное убежище Оротимару, в котором находятся Саскэ и Команда Какаси: Наруто, Сакура и её новый член — Сай. Наруто говорит с Саскэ о прошлом, о Долине Завершения, и понимает, что лучший друг уже не тот. Более того, Саскэ демонстрирует Удзумаки свои способности, заглянув во внутренний мир Наруто и увидев там Девятихвостого Лиса. Каноническая часть: Реальная же история сериала начинается с возвращения Наруто и Дзирайи в Коноху. Зрителям вновь представляют некоторых персонажей аниме, таких как Сакура, Конохамару, Сикамару, Тэмари и Какаси. |    |                                                                                                 |                              |                       |
| 222 | 2  | Акацуки начинают действовать «Акацуки, Сидо:» (暁、始動)                                        | 245-247                      | 15 февраля 2007 года  |
| Цунадэ хочет посмотреть на прогресс Наруто после двух лет тренировок. Для их проверки Какаси ставит перед ними ту же цель, что и несколько лет назад — отобрать у него колокольчики. |    |                                                                                                 |                              |                       |
| 223 | 3  | Результаты тренировки «Сюгё:-но Сэйка» (修行の成果)                                             | 246-248                      | 22 февраля 2007 года  |
| Члены Акацуки Дэйдара и Сасори начинают атаку на Деревню Песка с целью похитить Кадзэкагэ Гаару. Дэйдара атакует с воздуха, используя созданных им взрывающихся глиняных животных. |    |                                                                                                 |                              |                       |
| 224 | 4  | Дзинтюрики Песка «Суна-но Дзинтю:рики» (砂の人柱力)                                             | 247-249                      | 1 марта 2007 года     |
| Наруто и Сакура выполняют задание — отбирают колокольчики у Какаси. Гаара сражается с Дэйдарой. |    |                                                                                                 |                              |                       |
| 225 | 5  | Как Кадзэкагэ!.. «Кадзэкагэ то ситэ...!» (風影として…！)                                        | 248-250                      | 15 марта 2007 года    |
| Цунадэ объявляет о создании команды Какаси — теперь Наруто и Сакура не ученики, а равноправные с Какаси ниндзя. Дзирайя снова отправляется собирать информацию об Акацуки. Гаара отрывает левую руку врага, Дэйдара, в свою очередь, производит мощный взрыв в Деревне Песка. |    |                                                                                                 |                              |                       |
| 226 | 6  | Миссия завершена! «Норумакуриа:» (ノルマクリアー)                                               | 249-250                      | 29 марта 2007 года    |
| Гаара создаёт огромный песчаный щит для защиты Деревни Песка от разрушений, Дэйдара пользуется моментом, чтобы атаковать Кадзэкагэ. Ослабленный Гаара попадает в руки Акацуки. |    |                                                                                                 |                              |                       |
| 227 | 7  | Беги, Канкуро! «Хасирэ Канкуро:» (疾走れカンクロウ)                                             | 250-251                      | 29 марта 2007 года    |
| Канкуро преследует Дэйдару и Сасори. Деревня Песка отправляет в Коноху послание с просьбой о помощи. |    |                                                                                                 |                              |                       |
| 228 | 8  | Вмешательство команды Какаси «Сюцугэки, Какаси-хан» (出撃、カカシ班)                            | 250-251                      | 12 апреля 2007 года   |
| Канкуро сражается с Сасори, который, как оказывается, и есть создатель кукол Карасу, Куроари и Сансё, которых в бою использует брат Гаары. Команда Какаси отправляется на помощь. |    |                                                                                                 |                              |                       |
| 229 | 9  | Слёзы дзинтюрики «Дзинтю:рики-но Намида» (人柱力の涙)                                           | 251-252                      | 12 апреля 2007 года   |
| Команда преследования Деревни Песка находит Канкуро в пустыне без сознания. Команда Какаси по пути встречает Тэмари. Один из дзёнинов Деревни Песка, Баки, обращается за помощью к бабушке Сасори — Тиё и её брату Эбидзо. |    |                                                                                                 |                              |                       |
| 230 | 10 | Техника печати: Печать Девяти Драконов «Фу:индзюцу — Гэнрю: Кю:фу:дзин» (封印術・幻龍九封尽)    | 253-254                      | 19 апреля 2007 года   |
| На помощь Команде Какаси, которая в данный момент пережидает бурю в пустыне, в Деревню Песка отправляется Команда Гая: Рок Ли, Тэн-Тэн и Нэдзи. Члены Акацуки проводят ритуал над телом Гаары с целью извлечения живущего в нём монстра Сюкаку. |    |                                                                                                 |                              |                       |
| 231 | 11 | Ученица ниндзя-медика «Ирё: Ниндзя-но Дэси» (医療忍者の弟子)                                    | 253-254                      | 26 апреля 2007 года   |
| Команда Какаси прибывает в Деревню Песка. Сакура излечивает отравленного Канкуро. Какаси рассказывает о своём отце, получившем прозвище «Белый Клык Конохи». Вызванные им же собаки пытаются отыскать по запаху Дэйдару и Сасори. |    |                                                                                                 |                              |                       |
| 232 | 12 | Решительность Тиё «Инкё Бабаа-но Кэцуи» (隠居ババアの決意)                                      | 254-255                      | 3 мая 2007 года       |
| Команда Какаси и Тиё отправляются в выслеженное собаками логово Акацуки. По дороге Тиё рассказывает о существовании девяти бидзю — легендарных хвостатых существ (к примеру, девятихвостый бидзю в Наруто, однохвостый бидзю в Гааре). Паккун (пёс Какаси) предупреждает Команду Гая; они также направляются к логову Акацуки, но на них нападает Кисамэ Хосигаки, член организации. На пути Команды Какаси встаёт Итати Утиха. |    |                                                                                                 |                              |                       |
| 233 | 13 | Судьбоносная встреча «Иннэн Аймамиэру» (因縁あいまみえる)                                       | 256-257                      | 10 мая 2007 года      |
| Битва между командой Гая и Кисамэ, командой Какаси и Итати. |    |                                                                                                 |                              |                       |
| 234 | 14 | Зрелость Наруто «Наруто-но Сэйтё:» (ナルトの成長)                                               | 258-259                      | 17 мая 2007 года      |
| Чтобы противостоять врагу, Гай открывает Шестые Врата. Нэдзи освобождает своих товарищей от действия клонов Кисамэ. Наруто вспоминает урок Дзирайи о том, как противостоять гэндзюцу Итати Утихи. |    |                                                                                                 |                              |                       |
| 235 | 15 | Скрытое оружие называется!.. «Какуси Дама Надзукэтэ...!» (隠し玉 名付けて…！)                   | 259-260                      | 24 мая 2007 года      |
| Гай побеждает Кисамэ. Наруто вспоминает урок Дзирайи по усовершенствованию Расэнгана; он применяет гигантскую версию этой техники против Итати Утихи. Впоследствии выясняется, что побеждённые Кисамэ и Итати — это не настоящие члены Акацуки, а лишь их марионетки. |    |                                                                                                 |                              |                       |
| 236 | 16 | Секрет дзинтюрики «Дзинтю:рики-но Химицу» (人柱力の秘密)                                        | 260-261                      | 31 мая 2007 года      |
| Тиё рассказывает о дзинтюрики — людях, внутри которых запечатаны бидзю; также она посылает письмо в Деревню Песка с сообщением, что Юра, ответственный ранее за безопасность Деревни, оказался предателем, и его тело было использовано членами Акацуки. Отряд Тэмари добирается до границ, которые по приказу Совета Деревни Песка они должны охранять. |    |                                                                                                 |                              |                       |
| 237 | 17 | Смерть Гаары! «Гаара Сису!» (我愛羅死す！)                                                      | 261-262                      | 7 июня 2007 года      |
| Акацуки окончательно извлекают бидзю из тела Кадзэкагэ, Гаара умирает. Команды Гая и Какаси встречаются у входа в логово Акацуки. |    |                                                                                                 |                              |                       |
| 238 | 18 | Вторжение! Ловушка позади входа «Тоцуню:! Ботан Фукку Энтори:» (突入！ボタンフックエントリー)   | 262-263                      | 21 июня 2007 года     |
| Члены объединённой команды понимают, что преодолеть препятствие на входе в логово Акацуки они смогут, если одновременно снимут 5 наложенных печатей в радиусе 1 км. Благодаря рациям Гая это становится возможным. |    |                                                                                                 |                              |                       |
| 239 | 19 | Ловушка сработала! Противники команды Гая «Тораппу Садо:! Гай-хан-но Тэки» (罠作動！ガイ班の敵) | 263-264                      | 5 июля 2007 года      |
| Команда Какаси проникает внутрь Логова Акацуки, начинается битва. На Команду Гая, рассредоточенную для снятия печатей, нападают монстры, принявшие их облик и перенявшие их техники. Дэйдара уносит тело Гаары на созданной им птице, его преследуют Наруто и Какаси; для битвы с Сасори остаются Сакура и Тиё. |    |                                                                                                 |                              |                       |
| 240 | 20 | Хируко против двух куноити «Хируко VS Футари-но Куноити» (ヒルコVS二人の女忍者)                 | 264-265                      | 19 июля 2007 года     |
| Тиё рассказывает, что Сасори, каким его видят окружающие, — это кукла Хируко, а сам Сасори — внутри неё. Сакура уничтожает Хируко. |    |                                                                                                 |                              |                       |
| 241 | 21 | Истинное лицо Сасори «Сасори-но Сугао» (サソリの素顔)                                           | 265-267                      | 26 июля 2007 года     |
| Вернувшийся в Деревню Песка отряд Тэмари и Канкуро направляются к Логову Акацуки. Сакура и Тиё видят истинное лицо Сасори — оно ничуть не изменилось за 20 лет, что очень их удивляет. Сасори вызывает куклу, сделанную из Третьего Кадзэкагэ, чьё исчезновение до этого момента оставалось загадкой для всей Деревни Песка. |    |                                                                                                 |                              |                       |
| 242 | 22 | Секретные способности Тиё «Тиё-но Оку-но Тэ» (チヨの奥の手)                                     | 267, 268                     | 2 августа 2007 года   |
| Для боя с Сасори Тиё также вызывает кукол, в своё время сделанных Сасори, похожих на его погибших родителей. |    |                                                                                                 |                              |                       |
| 243 | 23 | «Отец» и «Мать» «„Тити“ то „Хаха“» (『父』と『母』)                                             | 268, 269                     | 2 августа 2007 года   |
| Кукла Сасори использует против Сакуры и Тиё ту же технику Железного Песка, что и Третий Кадзэкагэ, из которого она сделана. |    |                                                                                                 |                              |                       |
| 244 | 24 | Третий Кадзэкагэ «Сандаймэ Кадзэкагэ» (三代目風影)                                              | 269, 270                     | 9 августа 2007 года   |
| В результате борьбы Сакуры и Сасори свод пещеры, в которой находится логово Акацуки, обрушивается. Мощный звук слышат все герои. В результате нового нападения Сасори в тело Сакуры попадает яд, она падает на землю; Сасори, думая что яд парализовал девушку, подпускает куклу Третьего Кадзэкагэ слишком близко к Сакуре, и она уничтожает марионетку. |    |                                                                                                 |                              |                       |
| 245 | 25 | Три минуты между жизнью и смертью «Сэй то Си-но Самбункан» (生と死の三分間)                     | 270, 271                     | 16 августа 2007 года  |
| Выясняется, что Сакура приняла противоядие, которое ранее сделала для Канкуро и которое действует только в течение 3-х минут после попадания в организм. Дэйдара производит мощную атаку преследующего его Какаси с помощью глиняных взрывающихся насекомых; цель Дэйдары — сразиться с Наруто один на один. Какаси, используя теневого клона, отражает атаку. Секрет молодого лица Сасори раскрывается — он сделал куклу из самого себя. |    |                                                                                                 |                              |                       |
| 246 | 26 | Десять кукол против сотни «Дзюкки VS Хякки» (十機vs百機)                                        | 272, 273                     | 23 августа 2007 года  |
| Сакура думает, что уничтожила Сасори, однако его состоящее из множества частей кукольное тело восстанавливается. Для продолжения борьбы Тиё призывает 10 кукол, Сасори в ответ — 100. |    |                                                                                                 |                              |                       |
| 247 | 27 | Несбывшаяся мечта «Канавану Юмэ» (叶わぬ夢)                                                     | 274, 275                     | 30 августа 2007 года  |
| Сильно раненая Сакура и отравленная попавшим в её организм ядом Тиё из последних сил, используя куклы родителей Сасори, уничтожают врага. Перед смертью Сасори сообщает Сакуре о том, где через 10 дней должна была состояться его встреча со шпионом, подосланным к Оротимару, — на мосту Небес и Земли в Скрытой Деревне Травы. |    |                                                                                                 |                              |                       |
| 248 | 28 | Возрождённые звери «Ёмигаэру Кэмоно-тати» (蘇る獣たち)                                          | 275, 277                     | 13 сентября 2007 года |
| Члены Команды Гая побеждают своих клонов-противников. |    |                                                                                                 |                              |                       |
| 249 | 29 | Прозрение Какаси! «Какаси Кайган!» (カカシ開眼！)                                               | 276, 277                     | 27 сентября 2007 года |
| Какаси использует мангэкё сяринган против Дэйдары, который в результате атаки лишается второй руки. Наруто уничтожает птицу, на которой летел Дэйдара, в её клюве находят тело Гаары. |    |                                                                                                 |                              |                       |
| 250 | 30 | Красота мгновения «Сюнкан-но Бигаку» (瞬間の美学)                                               | 277, 278                     | 27 сентября 2007 года |
| В Наруто снова просыпается Девятихвостый, чакра юноши принимает форму Лиса, образуя т. н. «покров Лиса». Для предотвращения опасного развития событий Какаси накладывает на Наруто печать, ранее переданную ему Дзирайей. К Наруто и Какаси поспевают Сакура и Тиё. Дэйдара сталкивается лицом к лицу с Командой Гая и взрывает себя; впоследствии оказывается, что это была лишь его копия-камикадзе. |    |                                                                                                 |                              |                       |
| 251 | 31 | Следующее поколение «Цугарэюкумоно» (継がれゆくもの)                                            | 279, 280                     | 18 октября 2007 года  |
| Тиё использует технику Кисё Тэнсэй (яп. 己生転生) и ценой собственной жизни оживляет Гаару. На место событий прибывают команда Тэмари и другие ниндзя Деревни Песка. |    |                                                                                                 |                              |                       |
| 252 | 32 | Возвращение Кадзэкагэ «Кадзэкагэ-но Кикан» (風影の帰還)                                         | 280, 281                     | 25 октября 2007 года  |
| Гаара возвращается в Деревню Песка. |    |                                                                                                 |                              |                       |

### Сезон 2: Долгожданная встреча (2007—2008)
| # | №  | Заглавие                                                                             | Экранизированные главы манги | Трансляция в Японии  |
| --- | -- | ------------------------------------------------------------------------------------ | ---------------------------- | -------------------- |
| 253 | 33 | Новая цель «Аратанару Та:гэтто» (新たなる目標)                                       | 282, 283                     | 8 ноября 2007 года   |
| Команды Гая и Какаси прибывают в Коноху. Ослабленный использованием мангэкё сярингана Какаси отправляется в больницу. Сакура сообщает Цунадэ о поведанном ей Сасори будущем расположении шпиона Оротимару. Наруто занят поиском новых членов команды из-за отсутствия Саскэ и выбывшего на некоторое время из строя Какаси, и впервые со времени своего возвращения встречает Сино, Кибу, сильно выросшего Акамару и Хинату. На Наруто нападает ниндзя, владеющий Техникой Рисованных Зверей.    |    |                                                                                      |                              |                      |
| 254 | 34 | Новая команда Какаси сформирована! «Кэссэй! Син Какаси-хан» (結成！新カカシ班)       | 283, 284                     | 15 ноября 2007 года  |
| Старейшины Конохи выступают против участия Наруто в крупных миссиях и даже хотят, чтобы он никогда не покидал деревню; они тем самым пытаются оградить юношу от Акацуки. Цунадэ формирует новую команду: Наруто, Сакура, член АНБУ, Ямато, временно исполняющий обязанности Какаси, и ранее напавший на Наруто ниндзя, Сай, назначенный в команду Дандзо, руководителем запрещённой организации «Корень АНБУ».                                                                                   |    |                                                                                      |                              |                      |
| 255 | 35 | Нежелательное пополнение «Гадатэнсоку» (画蛇添足)                                    | 285, 291                     | 22 ноября 2007 года  |
| Наруто противится назначению Сая в команду. Цунадэ, Ямато и Дзирайя в палате Какаси обсуждают возможность проявления у Наруто «покрова Лиса». |    |                                                                                      |                              |                      |
| 256 | 36 | Фальшивая улыбка «Ицувари-но Эгао» (偽りの笑顔)                                      | 286                          | 29 ноября 2007 года  |
| По пути на миссию Наруто повторно высказывает претензии к Саю, которого он невзлюбил «с первого взгляда». Обстановка в команде заметно напряжена. Команда Ямато останавливается на горячих источниках. |    |                                                                                      |                              |                      |
| 257 | 37 | Неназванный «Мудаи» (無題)                                                           | 287                          | 29 ноября 2007 года  |
| Продолжая путь, команда останавливается для ночёвки в лесу, и для этого Ямато вызывает... целый дом! Ямато просит Сакуру рассказать о Сасори. |    |                                                                                      |                              |                      |
| 258 | 38 | Моделирование «Симюрэ:сён» (模擬戦闘訓練)                                            | 288, 289                     | 6 декабря 2007 года  |
| Команда Ямато моделирует возможные варианты встречи со шпионом Сасори на мосту Тэнти. |    |                                                                                      |                              |                      |
| 259 | 39 | Мост Тэнти «Тэнтикё:» (天地橋)                                                       | 289, 290, 291                | 13 декабря 2007 года |
| Ямато преображается в Сасори в виде его куклы Хируко; Наруто, Сакура и Сай ожидают в засаде. Шпионом Сасори оказывается Кабуто. Но, как выясняется, когда-то завербованный Акацуки он был перевербован и уже давно по собственной воле служит также появившемуся Оротимару. |    |                                                                                      |                              |                      |
| 260 | 40 | Высвобождение Девятихвостого! «Кю:би Кайхо:!!» (九尾解放！！)                        | 291                          | 20 декабря 2007 года |
| После едких слов Оротимару в Наруто снова пробуждается Девятихвостый. Количество хвостов покрова Лиса достигает трёх — максимальное количество, при котором Наруто ещё может контролировать его силу. |    |                                                                                      |                              |                      |
| 261 | 41 | Начало сверхсекретной миссии «Гокухи Нимму Сута:то» (極秘任務スタート)               | 292, 293                     | 20 декабря 2007 года |
| Разрушается мост. Сай на нарисованной им птице преследует углубившихся в лес Наруто и Оротимару. Число хвостов покрова Лиса достигает 4-х. |    |                                                                                      |                              |                      |
| 262 | 42 | Оротимару против дзинтюрики «Оротимару VS Дзинтю:рики» (大蛇丸VS人柱力)              | 294, 295                     | 27 декабря 2007 года |
| Наруто-Лис и Оротимару поочерёдно обмениваются мощными атаками. Саннин из глубины леса отбрасывает Наруто-Лиса к мосту. |    |                                                                                      |                              |                      |
| 263 | 43 | Слёзы Сакуры «Сакура-но Намида» (サクラの涙)                                         | 296                          | 24 января 2008 года  |
| Сакура вспоминает о том, как Наруто обещал во что бы то ни стало вернуть Саскэ, и хочет остановить его, чтобы тот полностью не превратился в Лиса, однако Наруто-Лис ранит её. Кабуто неожиданно оказывает помощь Сакуре, после чего временно отступает, в то время как Ямато блокирует следующее нападение Наруто-Лиса и начинает наложение новой печати для подавления силы Лиса. К оставшемуся в лесу Оротимару подходит Сай и говорит, что у него есть послание от Дандзо, главы Корня АНБУ. |    |                                                                                      |                              |                      |
| 264 | 44 | Правда о борьбе «Татакай-но Тэммацу» (戦いの顛末)                                    | 297, 298                     | 31 января 2008 года  |
| Наруто снова принимает человеческий облик. Сай передаёт Оротимару послание Дандзо, после чего Оротимару говорит появившемуся Кабуто, что Сай теперь в их команде. Преследование Оротимару и Сая продолжает древесный клон Ямато. Сакура и Ямато делают предположение, что Сай, под руководством Дандзо, мог использовать миссию команды Ямато, чтобы ближе подобраться к Оротимару. |    |                                                                                      |                              |                      |
| 265 | 45 | Последствия предательства «Урагири-но Хатэ» (裏切りの果て)                           | 298, 299                     | 7 февраля 2008 года  |
| Высказывается предположение, что Дандзо хочет устроить переворот в Конохе с целью захвата власти. Наруто практически ничего не помнит о произошедшем. Клон Ямато обнаруживает поддельный труп Сая. |    |                                                                                      |                              |                      |
| 266 | 46 | Незавершённая страница «Микан-но Пэ:дзи» (未完の頁)                                  | 299, 300                     | 14 февраля 2008 года |
| Ямато рассказывает Наруто, что именно он разрушил мост и нанёс травму Сакуре. Оротимару, Кабуто и Сай добираются до убежища. Древесный клон сообщает Ямато о местонахождении пристанища. |    |                                                                                      |                              |                      |
| 267 | 47 | Проникновение! Логово ядовитого змея «Сэнню:! Докухэби-но Адзито» (潜入！毒蛇の巣窟) | 301, 302                     | 21 февраля 2008 года |
| В логове Сай знакомится с Саскэ. Среди документов, переданных Оротимару от Дандзо, оказываются личные дела членов АНБУ. Ямато, Наруто и Сакура проникают в убежище. |    |                                                                                      |                              |                      |
| 268 | 48 | Связи «Цунагари» (つながり)                                                          | 302, 303                     | 28 февраля 2008 года |
| Сай, в чью комнату проникают Ямато, Наруто и Сакура, утверждает что его цель — помощь Дандзо в заговоре против нынешнего руководства Конохи. |    |                                                                                      |                              |                      |
| 269 | 49 | Нечто важное «Тайсэцуна Моно» (大切なモノ)                                           | 304                          | 6 марта 2008 года    |
| Команда связывает Сая и вытаскивает его на поверхность, но на них нападает Кабуто. Кабуто освобождает Сая, однако, неожиданно для всех, Сай нападает на Кабуто и связывает его. Снова проникшая в логово Саннина команда Ямато разделяется на две пары. |    |                                                                                      |                              |                      |
| 270 | 50 | История рисованной книги «Эхон га Катару Суто:ри» (絵本が語る物語)                   | 304, 305                     | 13 марта 2008 года   |
| Оротимару нападает на Наруто и Сая. Наруто настаивает на том, чтобы Сай продолжал поиски Саскэ. К Наруто присоединяются Ямато и Сакура. Оротимару отступает. Ямато обнаруживает книгу убийств Сая — книгу, в которой записаны имена тех, кого ниндзя должен убить; на одной из её страниц — Саскэ. |    |                                                                                      |                              |                      |
| 271 | 51 | Воссоединение «Сайкай» (再会)                                                        | 305, 306, 307                | 20 марта 2008 года   |
| Сай, решив не выполнять миссию по убийству Утихи, хочет лишь вернуть его в Коноху, сохранив узы дружбы между Саскэ и Наруто. Он подбирается к спящему Саскэ и рисует змей, чтобы связать его, не убивая. Рисованные змеи Сая нападают на Саскэ, в ответ лишь притворявшийся спящим Утиха производит мощный взрыв. До места действий добираются Сакура, Наруто и Ямато. |    |                                                                                      |                              |                      |
| 272 | 52 | Сила Утихи «Утиха-но Тикара» (うちはの力)                                            | 307, 308, 309                | 20 марта 2008 года   |
| Саскэ пытается убить Наруто, но вмешивается Сай. Саскэ использует Тидори Нагаси, после чего ранит Ямато. Древесный клон исчезает, и Кабуто, которого он сторожил, освобождается. Саскэ, используя сяринган, проникает в душу Наруто и видит там Девятихвостого, силу которого свободно подавляет. |    |                                                                                      |                              |                      |
| 273 | 53 | Заглавие «Тайтору» (題名)                                                            | 309, 310                     | 3 апреля 2008 года   |
| Саскэ пытается нанести финальный удар Кирин по оглушённым после Нагаси друзьям, однако его останавливает Оротимару под предлогом, что синоби Конохи ещё могут им послужить — убить членов Акацуки. Команда Ямато возвращается в деревню и докладывает о произошедшем Цунадэ. |    |                                                                                      |                              |                      |

### Сезон 3: Двенадцать ниндзя-стражей (2008)
| # | №  | Заглавие                                                 | Экранизированные главы манги | Трансляция в Японии  |
| --- | -- | -------------------------------------------------------- | ---------------------------- | -------------------- |
| 274 | 54 | Кошмар «Акуму» (悪夢)                                    | 311-312 + Филлер             | 3 апреля 2008 года   |
| Филлерная часть: Наруто снится кошмар. Каноничная часть: Наруто, Сакура и Сай навещают Какаси в больнице. Какаси предлагает Наруто создать свою собственную технику, по силе превосходящую даже Расэнган. Сай предпринимает попытки наладить отношения с друзьями Наруто. Филлерная часть: Неизвестные синоби разрушают деревню |    |                                                          |                              |                      |
| 275 | 55 | Ветер «Кадзэ» (旋風)                                     | 314, 315, 316                | 17 апреля 2008 года  |
| Какаси выписывается из больницы, начинает тренировать Наруто и рассказывает ему о пяти стихиях, основе силы ниндзя — огне, ветре, воде, молнии, земле. |    |                                                          |                              |                      |
| 276 | 56 | Изгиб «Угомэку» (うごめく)                               | 317-318 + Филлер             | 24 апреля 2008 года  |
| Каноничная часть: Наруто продолжает тренировки. Филлерная часть: Выясняется, что Асума, сын Третьего Хокагэ и дядя Конохамару, так же как и Наруто, управляет стихией ветра. Какаси, так же как и Дзирайя, получает задание собирать информацию об Акацуки. Команда Ямато отправляется на миссию. |    |                                                          |                              |                      |
| 277 | 57 | Лишённый вечного сна «Убаварэта Нэмури» (奪われた永眠り) | Нет (филлер)                 | 8 мая 2008 года      |
| Ямато сообщает членам команды, что за последнее время вблизи Храма Огня были вскрыты четыре гробницы ниндзя. Наруто находит одну из скрытых гробниц. На него, по ошибке, нападает Сора, послушник храма, который вместе с другими монахами должен был встретиться с командой Ямато. |    |                                                          |                              |                      |
| 278 | 58 | Одиночество «Кодоку» (孤独)                              | Нет (филлер)                 | 8 мая 2008 года      |
| Настоятель храма рассказывает о том, что среди похищенных тел — тела членов Двенадцати стражей-ниндзя, лучших синоби Страны Огня, защищавших феодала, среди которых когда-то был и Асума. |    |                                                          |                              |                      |
| 279 | 59 | Новый враг «Аратана Тэки» (新たな敵)                     | Нет (филлер)                 | 15 мая 2008 года     |
| Сора и Команда Ямато попадают в ловушку похитителей тел, способных с помощью земляных техник менять ландшафт. Цунадэ приказывает АНБУ следить за Дандзо. |    |                                                          |                              |                      |
| 280 | 60 | Колесо фортуны «Уитэмпэн» (有為転変)                     | Нет (филлер)                 | 22 мая 2008 года     |
| Синоби Конохи пытаются выбраться из лабиринта скал, созданного врагами. Сай спасает Сакуру, убивая огромного паука, но при этом получает травму руки. |    |                                                          |                              |                      |
| 281 | 61 | Контакт «Сэссёку» (接触)                                 | Нет (филлер)                 | 29 мая 2008 года     |
| На помощь попавшим в ловушку приходят монахи Храма Огня. |    |                                                          |                              |                      |
| 282 | 62 | Союзник «Ти:мумэйто» (チームメイト)                      | Нет (филлер)                 | 5 июня 2008 года     |
| Сора и Команда Ямато возвращаются в Коноху. Сай ложится в больницу. Сора затевает драку с тюнинами деревни. Фуридо, Фука, Фуэн и Фудо — четвёрка похитителей тел — нападают на деревню клана Кохаку. |    |                                                          |                              |                      |
| 283 | 63 | Два короля «Футацу-но Гёку» (二つの玉)                   | Нет (филлер)                 | 19 июня 2008 года    |
| Асума тренирует Наруто и Сору. Выясняется, что Асума когда-то убил предавшего Коноху Кадзуму, отца Соры. Цунадэ докладывают, что Дандзо куда-то исчез. |    |                                                          |                              |                      |
| 284 | 64 | Чёрный сигнальный огонь «Сиккоку-но Нороси» (漆黒の狼煙) | Нет (филлер)                 | 3 июля 2008 года     |
| АНБУ захватывают Дандзо и неизвестного ниндзя Деревни Скрытого Дождя, для их допроса привлекают Ибики Морино, бывшего экзаменатора Наруто. Сора проникает в зал допросов, где, используя свою особую силу, когда-то разрушившую Храм Огня, нападает на Асуму, подтвердившего, что именно он убил Кадзуму. АНБУ использует против Соры сюрикэны, однако на себя весь удар принимает Наруто. Соре удаётся бежать. Фуридо пытается убедить Сору, что существование двух правителей — лорда-феодала Страны Огня и Хокагэ Конохи — большой минус для блага людей (мнение, которое когда-то разделял и Кадзума). Сора нападает на Цунадэ, но вовремя вмешивается Наруто. |    |                                                          |                              |                      |
| 285 | 65 | Оковы тьмы «Анкоку-но Сэдзё:» (暗黒の施錠)               | Нет (филлер)                 | 3 июля 2008 года     |
| Во всей Конохе внезапно отключается электричество. Цунадэ вызывает всех капитанов команд и объявляет в деревне 2-й уровень тревоги. Асума, как и Наруто, начинает преследовать Сору. Четвёрка похитителей тел вызывает Пять Врат, благодаря которым деревня окружается силовым барьером, после чего Цунадэ объявляет 1-й уровень тревоги. Атакующие используют мощную воскрешающую технику стихии земли, после чего становится понятно, зачем они раскапывали могилы — на синоби деревни нападают зомби, в числе которых и недавно убитые члены клана Кохаку. Асума делает предположение, что цель четвёрки — полное уничтожение Конохи.                           |    |                                                          |                              |                      |
| 286 | 66 | Ожившие души «Ёмигаэру Тамасии» (黄泉がえる魂)           | Нет (филлер)                 | 10 июля 2008 года    |
| Великие синоби из числа Двенадцати стражей-ниндзя — Сэйто, Тоу, Наума и Китанэ, тела которых были похищены, — оживают. |    |                                                          |                              |                      |
| 287 | 67 | Борьба со смертью «Сорэдзорэ-но Сито:» (それぞれの死闘)  | Нет (филлер)                 | 24 июля 2008 года    |
| Сора, не согласный с планами четвёрки похитителей тел, нападает на их предводителя Фуридо. Сакура и Ямато побеждают своих противников из числа четвёрки — Фуэн и Фудо. Силовой барьер вокруг Конохи, так же как и ниндзя-мертвецы, исчезает. |    |                                                          |                              |                      |
| 288 | 68 | Время пробуждения «Мэдзамэ-но Токи» (目覚めの刻)         | Нет (филлер)                 | 31 июля 2008 года    |
| Наруто побеждает Фуку. Фуридо рассказывает Соре, что в его тело запечатана часть чакры Девятихвостого лиса. Асума уничтожает Китанэ, после чего трое других оживших ниндзя также исчезают. Фуридо снимает с Соры некогда наложенную на него печать для ограничения живущей в нём силы. |    |                                                          |                              |                      |
| 289 | 69 | Отчаяние «Дзэцубо:» (絶望)                               | Нет (филлер)                 | 31 июля 2008 года    |
| В Соре пробуждается чакра Девятихвостого лиса, часть которой была помещена в него. Фуридо, как оказывается, не кто иной, как выживший Кадзума. Прибывшие на подмогу синоби безуспешно пытаются сдержать силу Соры. |    |                                                          |                              |                      |
| 290 | 70 | Резонанс «Кё:мэй» (共鳴)                                 | Нет (филлер)                 | 7 августа 2008 года  |
| Сора вызывает пробуждение чакры Девятихвостого лиса в Наруто, однако Удзумаки подавляет её. |    |                                                          |                              |                      |
| 291 | 71 | Мой друг «Томо ё» (友よ)                                 | филлер + 312                 | 14 августа 2008 года |
| Асума убивает Фуридо-Кадзуму. Чакра Девятихвостого лиса покидает тело Соры: опасность миновала. Наруто говорит Соре, что он его друг. Последние кадры серии показывают, как члены Акацуки Хидан и Какудзу охотятся за двухвостым бидзю. |    |                                                          |                              |                      |

### Сезон 4: Бессмертные опустошители — Хидан и Какудзу (2008)
| # | №  | Заглавие                                                                                     | Экранизированные главы манги | Трансляция в Японии   |
| --- | -- | -------------------------------------------------------------------------------------------- | ---------------------------- | --------------------- |
| 292 | 72 | Тихое приближение угрозы «Синобиёру Кё:и» (忍び寄る脅威)                                     | 313-314, Филлер              | 21 августа 2008 года  |
| Какаси докладывает Цунадэ о семи недавних битвах с участием Акацуки. Югито Нии из Деревни Скрытого Облака, в чьём теле заключён Двухвостый бидзю, отчаянно сражается с Хиданом и Какудзу, но всё-таки проигрывает. |    |                                                                                              |                              |                       |
| 293 | 73 | Вторжение Акацуки «Акацуки Синко:» (“暁”侵攻)                                                | 314, 318                     | 28 августа 2008 года  |
| Наруто продолжает тренировки: от Какаси и Ямато он получает задание — используя чакру Ветра, разрезать водопад пополам. Хидан и Какудзу нападают на Храм Огня и убивают его настоятеля, Тирику, бывшего члена Двенадцати Стражей Ниндзя. |    |                                                                                              |                              |                       |
| 294 | 74 | Под звёздным небом «Хосидзора-но Мото дэ» (星空の下で)                                       | 318, 319                     | 4 сентября 2008 года  |
| Цунадэ создаёт 12 Команд ниндзя, цель которых — захват либо убийство проникших в Страну Огня членов Акацуки. Наруто успешно раздваивает водопад. |    |                                                                                              |                              |                       |
| 295 | 75 | Молитва старого монаха «Ро:со:-но Инори» (老僧の祈り)                                        | 320, 321                     | 11 сентября 2008 года |
| Команда Асумы (Сикамару, Котэцу Хаганэ и Идзумо Камидзуки) отправляется к ближайшему от Храма Огня чёрному рынку, где Акацуки могли продать тело Тирику, за которого была назначена награда в 30 млн. Оголодавший от постоянных тренировок Наруто узнаёт, что его любимый Итираку больше не продаёт рамэн, а занимается изготовлением цукэмэна. Вечно препирающиеся Хидан и Какудзу чуть было не затевают драку из-за тела Тирику. Какаси показывает Наруто, что он также владеет Расэнганом. |    |                                                                                              |                              |                       |
| 296 | 76 | Следующий шаг «Цугинару Сутэппу» (次なる段階)                                                | 320, 321, 322                | 18 сентября 2008 года |
| Наруто начинает тренировки по усовершенствованию Расэнгана. Хидан и Какудзу продают тело Тирику. |    |                                                                                              |                              |                       |
| 297 | 77 | Восходящий пик «Бо:гин» (棒銀)                                                               | 322, 323                     | 18 сентября 2008 года |
| Команда Асумы обнаруживает Акацуки и начинает бой. Выясняется, что Хидан бессмертен. |    |                                                                                              |                              |                       |
| 298 | 78 | Решение «Кудасарэта Сабаки» (下された裁き)                                                   | 323, 324, 325                | 25 сентября 2008 года |
| Хидан с помощью техник связывает своё тело и тело Асумы — любая травма Хидана становится травмой Асумы, но Сикамару придумывает хитрый план, как этого избежать. Асума обезглавливает Хидана. |    |                                                                                              |                              |                       |
| 299 | 79 | Пустой крик «Тодокану Дзэккё:» (届かぬ絶叫)                                                  | 325, 326                     | 25 сентября 2008 года |
| Выясняется, что даже обезглавленный Хидан ещё жив. Какудзу, до этого безразлично наблюдавший за сражением, пришивает голову Хидана к телу и сам начинает бой. Асума снова попадает под действие связывающей техники Хидана и получает смертельные ранения. |    |                                                                                              |                              |                       |
| 300 | 80 | Последние слова «Сайго-но Котоба» (最期の言葉)                                               | 327, 328                     | 16 октября 2008 года  |
| На помощь прибывает ещё одна Команда, среди членов которой — Ино и Тёдзи. Хидан и Какудзу получают от лидера Акацуки приказ срочно возвращаться, чтобы начать запечатывание Двухвостого бидзю. |    |                                                                                              |                              |                       |
| 301 | 81 | Печальные новости «Канасики Сирасэ» (悲しき報せ)                                             | 329, 330                     | 23 октября 2008 года  |
| Наруто продолжает тренировки по усовершенствованию Расэнгана. Акацуки начинают извлечение бидзю. Лидер организации рассказывает Хидану, что главная цель Акацуки — захват мира. Члены Команды Асумы возвращаются в Коноху с печальным известием. |    |                                                                                              |                              |                       |
| 302 | 82 | Команда № 10 «Дайдзюппан» (第十班)                                                           | 330, 331                     | 30 октября 2008 года  |
| Похороны Асумы. Сикамару очень сильно переживает потерю сэнсэя. Ино, Тёдзи и Сикамару посещают могилу Асумы и решают во что бы то ни стало отомстить. Какаси предлагает себя в качестве капитана их Команды. |    |                                                                                              |                              |                       |
| 303 | 83 | Захват цели «Та:гэтто Роккуон» (標的捕捉)                                                    | 331, 332, 333                | 6 ноября 2008 года    |
| Команда под руководством Какаси выслеживает Акацуки. Сикамару ловит в тень Хидана и Какудзу, но второму удаётся освободиться. Хидан, чьи действия контролирует Сикамару, нападает на Какудзу. |    |                                                                                              |                              |                       |
| 304 | 84 | Способность Какудзу «Какудзу-но Но:рёку» (角都の能力)                                        | 333, 334                     | 13 ноября 2008 года   |
| Наруто узнаёт от Ямато о слабостях каждой из пяти стихий. Какаси атакует Какудзу с помощью Тидори (Райкири) в сердце, однако Какудзу удаётся выжить, после чего из его тела появляются 4 неведомых существа. Одно из этих существ, в которое, судя по всему, и попал Какаси, умирает. |    |                                                                                              |                              |                       |
| 305 | 85 | Ужасающая тайна «Осорубэки Химицу» (恐るべき秘密)                                            | 335, 336                     | 20 ноября 2008 года   |
| Соперники поочерёдно обмениваются мощными атаками. Выясняется, что сила Какудзу — в использовании сердец побеждённых им синоби (именно они принимают форму неведомых существ). Сикамару, используя Теневое Подражание, уводит Хидана от места сражения в лес, где ограничивает пространство его передвижений при помощи взрывных печатей. Хидану удаётся ранить Сикамару, после чего он снова использует Связывающие техники, как и в бое с Асумой.                                           |    |                                                                                              |                              |                       |
| 306 | 86 | Гений Сикамару «Сикамару-но Сай» (シカマルの才)                                              | 336, 337                     | 4 декабря 2008 года   |
| Хидан ранит себя в сердце, чтобы таким образом убить Сикамару, однако выясняется, что кровь, необходимая для этой техники, была кровью не Сикамару, а Какудзу, и таким образом связанными между собой оказались члены Акацуки. Существа Какудзу снова возвращаются в тело хозяина, чтобы встать на замену только что уничтоженному сердцу. На помощь сражающимся прибывает команда Ямато (Наруто, Сай и Сакура).                                                                              |    |                                                                                              |                              |                       |
| 307 | 87 | Проклиная кого-то, ты роешь сам себе могилу! «Хито о Нороваба Ана Футацу» (人を呪わば穴二つ) | 338, 339                     | 4 декабря 2008 года   |
| Сикамару взрывает Хидана. Наруто начинает атаку усовершенствованным Расэнганом и он поражает Какудзу своей новой техникой — Расэнсюрикэном. |    |                                                                                              |                              |                       |
| 308 | 88 | Стихия Ветра: Расэнсюрикэн! «Фу:тон — Расэнсюрикэн!» (風遁・螺旋手裏剣！)                    | 339—342                      | 11 декабря 2008 года  |
| Первая атака Наруто проваливается. Сикамару погребает ещё живые части тела Хидана под грудой камней. Наруто повторяет технику, и ему удаётся поразить Какудзу. |    |                                                                                              |                              |                       |